# Daan Wildschut

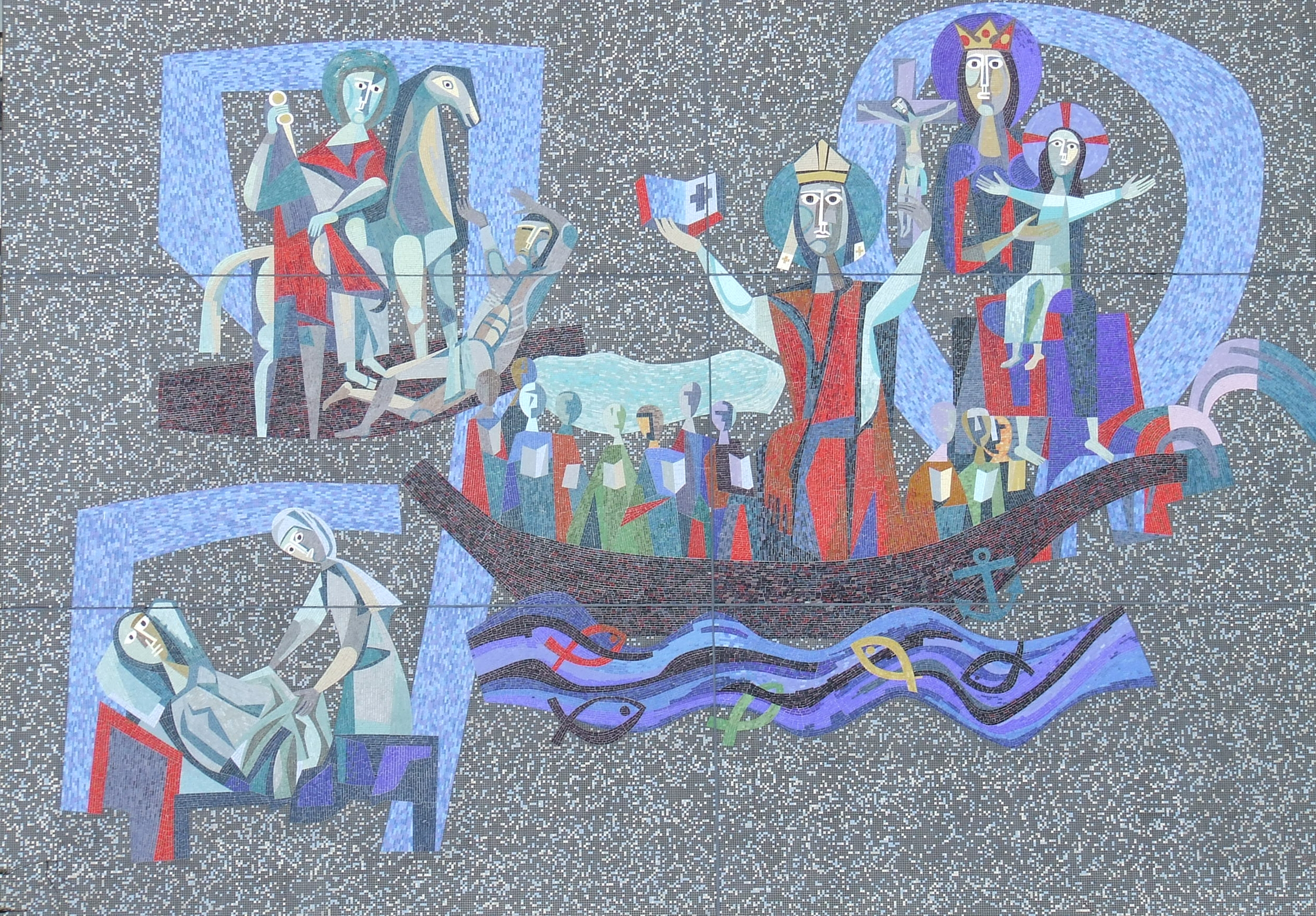
Mozaïek van de heilige Willibrord (1962) in Tegelen, 140 m²

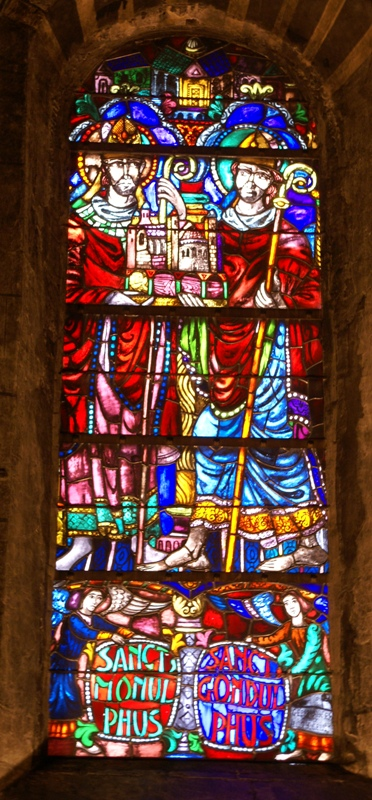
Monulfus en Gondulfus, Basiliek van Onze-Lieve-Vrouw-Tenhemelopneming (Maastricht) (1952).

Daniel Petrus (Daan) Wildschut (Grave, 8 augustus 1913  – Bunde, 21 maart 1995) was een Nederlands kunstenaar. Hij is voornamelijk bekend van zijn glas-in-loodramen en mozaïeken, maar hij was daarnaast ook schilder, beeldhouwer en schrijver.
Wildschut studeerde aan de Koninklijke Academie voor Kunst en Vormgeving in 's-Hertogenbosch en aan de Hoger Instituut voor Schone Kunsten te Antwerpen. Na de Tweede Wereldoorlog hadden hij en collega-kunstenaar Charles Eyck hun ateliers in het Bonnefantenklooster te Maastricht. Vanaf 1937 won hij drie jaar op rij de Koninklijke Subsidie voor de Schilderkunst.
Hij ontwierp een groot raam voor het Nederlandse Paviljoen op de wereldtentoonstelling van 1935 in Brussel. Ook ontwierp hij de glas-in-loodramen voor vele kerken, waaronder de Munsterkerk in Mönchengladbach en de Basiliek van Onze Lieve Vrouw  'Sterre der Zee' te Maastricht. In de eerste volledige betonkerk van Nederland, de Heilige Moeder Annakerk te Heerlen, ontwierp hij glas-in-betonramen met "moderne heiligen" en martelaren als Steve Biko en Anne Frank. Ook ontwierp hij glas-in-betonramen voor de Onze-Lieve-Vrouwe-ter-Noodkapel aan de Kapelhof in Tilburg.
Hij assisteerde samen met Ries Mulder opnieuw Charles Eyck, dit keer bij de beschildering van de muren en het plafonds van de Onze-Lieve-Vrouwekerk (Helmond).
De grote mozaïeken van Wildschut zijn te vinden aan de ziekenhuizen van Helmond, Nijmegen, Tegelen en IJmuiden.
Verder maakte hij wandschilderingen voor onder andere Philips in Eindhoven, de Algemeene Landsdrukkerij in Den Haag en de Sint-Lambertuskerk in Kerkrade. Andere kunstwerken van hem zijn de wandtapijten voor de Haagse kweekschool en het Eindhovense Evoluon, het beeld "De Jachthoornblazer" in Tilburg en het provinciewapen in reliëf voor het Limburgse Gouvernement, dat werd geschonken door de Limburgse gemeenten.
De musea De Wieger in Deurne en Stadsgalerij Heerlen hebben werken van Wildschut in de collectie.

## Kunstwerken
Andere kunstwerken van Daan Wildschut:
- Gebrandschilderde ramen - Heilig Hart- of Paterskerk (Eindhoven)
- Gebrandschilderd raam - Scholengemeenschap Augustinianum (Eindhoven)
- Gebrandschilderde ramen - Sint-Willibrorduskerk (Heeswijk)
- Glas-in-betonramen - Heilige Moeder Annakerk (Heerlen)
- Glas-in-betonramen - Sint-Agneskerk (Bunde)
- Glas-in-betonramen - Onze-Lieve-Vrouwe-ter-Noodkapel (Tilburg) (architect Jos Schijvens)
- Glas-in-betonramen - Franciscus Huis Weert (voormalige parochiekerk H.Franciscus van Assisi, Biest, Weert)
- Glas-in-betonramen - Sint Martinuskerk (Bovenkarspel)
- Wandschildering - Sint-Lambertuskerk (Kerkrade)
- Wandschilderingen - Passionistenkerk (Molenhoek)
- Glas-in-loodramen in de Piëtakapel in Obbicht
- Wandschilderingen apsis, koor en kapellen H. Johannes de Doperkerk Ottersum
- Glas-in-loodramen H. Johannes de Doperkerk (Ottersum)
- Glas-in-loodramen O.L.V. Munsterkerk (Roermond)
- Glas-in-loodramen kapel Mariënburgklooster aan de Sint Janssingel in 's-Hertogenbosch
- Glas-in-loodraam, zijn Magnum Opus, 1963, 255m2 -Franciscus Huis Weert (voormalige parochiekerk H.Franciscus van Assisi, Biest, Weert)
- Glas-in-loodramen  - Petruskerk, 1959-1960 (IJmuiden, Zuiderkruisstraat)(= huidige Pieterkerk)